# Glenea dimidiata
Glenea dimidiata är en skalbaggsart. Glenea dimidiata ingår i släktet Glenea och familjen långhorningar.

## Underarter
Arten delas in i följande underarter:
- G. d. dimidiata
- G. d. semigrisea
- G. d. arcuatefasciata
- G. d. sumbavana